# Меригон
Мериго́н (фр. Mérigon) — коммуна во Франции, находится в регионе Юг — Пиренеи. Департамент коммуны — Арьеж. Входит в состав кантона Сент-Круа-Вольвестр. Округ коммуны — Сен-Жирон.
Код INSEE коммуны — 09190.

## Население
Население коммуны на 2008 год составляло 124 человека.
| 1962 | 1968 | 1975 | 1982 | 1990 | 1999 | 2008 |
| ---- | ---- | ---- | ---- | ---- | ---- | ---- |
| 120  | 131  | 105  | 97   | 98   | 103  | 124  |

## Экономика
В 2007 году среди 76 человек в трудоспособном возрасте (15—64 лет) 62 были экономически активными, 14 — неактивными (показатель активности — 81,6 %, в 1999 году было 68,3 %). Из 62 активных работали 55 человек (25 мужчин и 30 женщин), безработных было 7 (5 мужчин и 2 женщины). Среди 14 неактивных 4 человека были учениками или студентами, 5 — пенсионерами, 5 были неактивными по другим причинам.